# Jaime Dávalos
Jaime Dávalos (Salta, Argentina, 29 de enero de 1921-Buenos Aires, 3 de diciembre de 1981) fue un poeta y músico argentino.
Nació en la ciudad de Salta el 29 de enero de 1921, hijo del escritor Juan Carlos Dávalos y de Celecia Elena.
Cursó estudios en su ciudad natal. Recorrió íntegramente su suelo patrio, de uno a otro confín, en contacto íntimo con la tierra y sus hombres, bebiendo en los caminos, en las ciudades y aldeas ese rico venero que habría de transformar en poema, canto o relato.
Trabajó también como ceramista y como titiritero.
Jaime Dávalos tuvo siete hijos: de su primer matrimonio con Rosa Constancia Berjman/Byrne, tuvo a Julia Elena (reconocida cantante), Luz María, Jaime Arturo y Costanza. De su segundo matrimonio, con María Rosa Poggi, tuvo a Marcelo, Valeria y Florencia.

Todos de alguna manera se mantuvieron ligados a la música y al arte, continuando la tradición de una familia de artistas.

Florencia, la menor de sus hijos (tenía 11 años cuando su padre murió), guarda recuerdos de un patio gigante en Zárate, adonde Jaime era un chico más jugando a las escondidas (nada de darles ventaja a sus hijos, nunca se dejaba encontrar) o hacía lucir sus oficios de titiritero y alfarero en tardes dedicadas a las artesanías. Recuerda, también, un proyecto que llevaba el sello de su padre y que marcó a la familia: el de la construcción de una casa en El Encón (cerca de Salta capital). «Fueron años construyendo esa casa, que era su reducto, yendo y viniendo de Zárate a Salta. Mientras la construía, vivíamos en un rancho, abajo del cerro», cuenta Florencia. Allí —cuenta María Rosa Poggi, quien lo acompañó en aquel sueño— Dávalos quería levantar “El alto de las artesanías”, un lugar que pudiera propiciar la reunión de artistas de todas las disciplinas. Le había pedido ese terreno aislado al gobierno de Salta, que en ese momento estaba adjudicando lotes. El mismo Dávalos lo cuenta en una biografía publicada en la revista Cuestionario: «Recuerdo la impresión que causó que yo me dirigiera al gobierno en verso. No faltó un pinche que me contestara: “No corresponde hacer lugar al pedido, por no ser de estilo su nota”. Y tuve que hacer la nota en prosa. Había lotes cerca de la ciudad, y arriba del cerro. Yo elegí entonces arriba del cerro, porque a mí me gusta la gente, no de los arrabales sino de más afuera: los pequeños arrenderos que están solos, arriba, sin sindicatos ni nada: en el aire».
Artículo sin firmar, en el sitio La argentinidad al palo

Intervino en la película Argentinísima II (1973) como intérprete.
Falleció en Buenos Aires 3 de diciembre de 1981.

## Obra

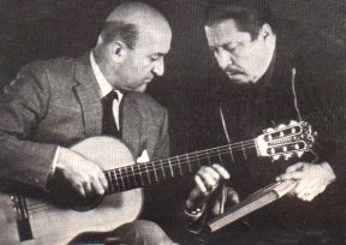
El poeta Dávalos junto al guitarrista y cantautor Eduardo Falú.

Ha reunido en varios libros su producción de escritor, entre los que citamos:
- 1947: Rastro seco (poemas, Salta)
- 1957: El nombrador (poemas y canciones, Buenos Aires, dos ediciones)
- 1957: Toro viene el río (relatos, Buenos Aires)
- 1959: Coplas y canciones o Poemas y canciones (Buenos Aires)
- 1960: Solalto
- 1962: Canciones de Jaime Dávalos
- 1967: La estrella
- 1974: Cantos rodados
- 1980: Cancionero
- 1987: Coplas al vino
- Dávalos por Dávalos, donde su hija Julia Elena Dávalos rescata parte del cancionero de su padre.

Con respecto a las coplas, que escribió y recopiló con ávido afán, dice Dávalos: «Desde México a nuestra Argentina, la copla bajó por sobre el geológico espinazo cordillerano del continente atando lenguas y corazones, fijando un alma y un idioma comunes, poniéndole palabras a nuestros desmesurados silencios planetarios, donde el hombre americano, síntesis de todas las razas, convive con su madre tierra, ama y trabaja atado a un solo destino: la unión definitiva de América».
Muchas de sus composiciones fueron recopiladas en 1962 en Canciones de Jaime Dávalos. Entre ellas se pueden citar:
- Canción del jangadero
- Hacia la ausencia
- La angaquera
- La golondrina
- La nochera
- La verderrama (cueca)
- Pato sirirí
- Tiempo dorado
- Trago de sombra
- Vamos a la zafra
- Vidala del nombrador
- Zamba de la Candelaria
- Zamba de los mineros
- Zamba de San Juan
- Zamba de un triste
- Zamba enamorada

Jaime Dávalos abandonó las típicas frases populares y pintorescas del folclore para reinventar la música popular. introdujo un nuevo movimiento al proporcionarle imágenes conmovedoras y otros elementos de calidad a las canciones.
En su tumba reza "le puso palabras al silencio de su pueblo" ya que Dávalos eliminó las miradas simplistas de las canciones populares para introducir elaboradas y novedosas formas poéticas que relataban de manera solemne y profunda la vida de los personajes y los paisajes de su tierra. Es así que plasmo con gran dignidad las humildes, cotidianas y pequeñas glorias y pesares de la gente del común, de los trabajadores y su paisaje. Ejemplos claros son obras como "El Jangadero", "Zamba de los mineros" y "Zamba de un triste". 
Con la música de grandes compositores, tornó popular y accesible su poesía de una calidad nunca antes vista. Esto dio origen a lo que se conoció como la edad dorada de la música folclórica con el nacimiento de emblemáticos grupos folcloristas que llevaron sus canciones alrededor del mundo e inspiró a otros artistas más académicos que volcaron su talento a la música popular. Sin embargo su enfoque anti-elitista es lo que ha provocado que la cultura académica literaria no lo reconociera como el poeta que fue. Como en el caso de Manuel J. Castilla, el hecho de haber emparentado su poesía con la música popular ha servido de prejuicio valorativo sobre su obra.
Jaime Dávalos no sólo fue un exquisito poeta sino también un gran recitador de sus versos. Inauguró un estilo seguido por poetas de la talla de Armando Tejada Gómez y Hamlet Lima Quintana. Fue parte de una de las sociedades más fecundas de la música popular argentina junto a Eduardo Falú a la que se sumaría la del Cuchi Leguizamón y Manuel J. Castilla que también dio altas notas para la cultura popular argentina.

Estábamos acostumbrados a las letritas pintorescas del folklore, que no dicen nada. Jaime empezó a decir otras cosas y a usar figuras muy nuevas, que impactaron en la gente, y me impactaron a mí
Eduardo Falú

## Enlaces
- “La literatura en el folklore (Los cien años de Jaime Dávalos)” (página 4), por el poeta salteño Santiago Sylvester, miembro de la Academia Argentina de Letras

- Datos: Q1565005